# We Are the Night
We Are the Night — шестой студийный альбом британского дуэта The Chemical Brothers, вышедший 27 июня 2007 года.

## Об альбоме
Запись заняла верхнюю позицию в UK Albums Chart и 18-е место в United World Chart. В первую неделю продаж было продано 89,000 копий пластинки. Кроме того, она дебютировала на 65-м месте Billboard 200. Альбом частично может быть услышан на MySpace странице группы.

## Список композиций
1. «No Path to Follow» (featuring Willy Mason) — 1:04
2. «We Are the Night» — 6:33
3. «All Rights Reversed» (featuring Klaxons and Lightspeed Champion) — 4:42
4. «Saturate» — 4:49
5. «Do It Again» (featuring Ali Love) — 5:33
6. «Das Spiegel» — 5:51
7. «The Salmon Dance» (featuring Fatlip) — 3:40
8. «Burst Generator» — 6:52
9. «A Modern Midnight Conversation» — 5:56
10. «Battle Scars» (featuring Willy Mason) — 5:50
11. «Harpoons» — 2:25
12. «The Pills Won’t Help You Now» (featuring Midlake) — 6:35

Бонус-треки iTunes для США, Великобритании и Японии
1. «Seal» — 4:40
2. «The Rock Drill» — 5:09

Бонус-треки японского CD и iTunes
1. «Seal» — 4:40
2. «No Need» — 5:14